# Hemithyrsocera picticollis
Hemithyrsocera picticollis är en kackerlacksart som först beskrevs av Walker, F. 1869.  Hemithyrsocera picticollis ingår i släktet Hemithyrsocera och familjen småkackerlackor. Inga underarter finns listade i Catalogue of Life.